# Annika Reich
Annika Reich (* 18. März 1973 in München) ist eine deutsche Schriftstellerin, Essayistin und Aktivistin.

## Leben
Annika Reich schreibt Romane und Kinderbücher, Kolumnen und Essays. Ihre Bücher erscheinen im Carl Hanser Verlag. Sie hat diverse Kulturprojekte (mit)gegründet und geleitet – wie den Kultursalon „Geschlossene Gesellschaft“ im Roten Salon der Volksbühne am Rosa-Luxemburg-Platz, die Autorinnen-Kollektiv-Kolumne 10nach8 auf Zeit Online, das Aktionsbündnis „Wir machen das“ sowie das preisgekrönte Portal für Autoren aus Kriegs- und Krisengebieten „Weiter Schreiben“.
Sie studierte Ethnologie und Philosophie an der Freien Universität in Berlin und arbeitete als Lehrbeauftragte am John F. Kennedy-Institut der FU Berlin, an der Hochschule für Bildende Künste in Dresden, an der Universität Hamburg und der Bayerischen Akademie des Schreibens sowie als Gastdozentin an der Kunstakademie Düsseldorf.
Als Autorin war sie von 2009 bis 2013 an der Radioessay-Reihe Fernschreiber des Zündfunks (Bayerischer Rundfunk) neben Lena Gorelik, Norbert Niemann und Terézia Mora u. a. beteiligt. Sie schreibt in dem von ihr mitbegründeten Blog Ich. Heute. 10 vor 8. auf faz.net, der 2015 zu ZEIT Online umzog und dort nun als Kolumne 10 nach 8 erscheint. Für FRAGILE. Europäische Korrespondenzen, einem Projekt der Literaturhäuser, führte sie 2016 einen Briefwechsel mit Zeruya Shalev. Mit Katharina Grosse gestaltete sie 2020 die Januar-Ausgabe der deutschen Vogue.
Seit 2015 ist sie die Künstlerische Leiterin des Aktionsbündnisses „Wir machen das“, das sie zusammen mit 100 anderen Frauen (Katharina Grosse, Ines Kappert, Julia Eckert, Heike-Melba Fendel, Marion Detjen, Priya Basil, Christina Clemm, Sabine Hark, Karin Graf u. a.) gegründet hatte. In diesem Rahmen initiierte sie mehrere Projekte, die bundesweit und international tätig sind, wie Weiter Schreiben – Ein Portal für Literatur aus Kriegs- und Krisengebieten, das 2018 den „The Power of the Arts“-Preis und 2022 den Herman-Kesten-Förderpreis des PEN-Zentrum Deutschland erhalten hat. Sie hat außerdem Weiter Schreiben Mondial, Weiter Schreiben Schweiz und Untold – Weiter Schreiben Afghanistan mitgegründet, das von der KfW-Stiftung gefördert wird und 2023 mit dem Kulturförderpreis des BDI ausgezeichnet wurde.
Reich war Jurorin des Internationalen Literaturpreises Berlin und des Lessing Preises für Kritik. Sie ist Mitgründerin des PEN Berlin.
Annika Reich lebt in Berlin.

## Veröffentlichungen
- Männer sterben bei uns nicht. Roman. Hanser, Berlin 2023, ISBN 978-3-446-27587-4.
- LOTTO will was werden. Kinderbuch. C. Hanser Verlag, München, 2018, ISBN 978-3-446-25876-1.
- LOTTO macht, was sie will! Kinderbuch. C. Hanser Verlag, München, 2016, ISBN 978-3-446-25307-0.
- Die Nächte auf ihrer Seite. Roman. C. Hanser Verlag, München, 2015, ISBN 978-3-446-24766-6.[8]
- 34 Meter über dem Meer. Roman. C. Hanser Verlag, München, 2012, ISBN 978-3-446-23863-3.
- Durch den Wind. Roman. C. Hanser Verlag, München, 2010, ISBN 978-3-446-23513-7.
- Teflon. Erzählung. Suhrkamp Verlag, Frankfurt am Main, 2003, ISBN 3-518-39988-8.
- Was ist Haiku? Zur Konstruktion der japanischen Nation zwischen Orient und Okzident. Lit Verlag, Münster, 2000, ISBN 3-8258-4905-8.

Außerdem veröffentlichte sie zahlreiche Erzählungen und Essays in Anthologien, Sammelbänden, Zeitschriften und Katalogen.

## Herausgaben
- Weiter Schreiben – (W)Ortwechseln. Literarische Begegnungen mit Exil-Autor*innen. (Hörbuch-Anthologie mit Dima Al-Bitar Kalaji, Christiane Collorio). der Hörverlag, München, 2022, ISBN 978-3-8445-4567-8.[9]
- Weiter Schreiben Magazin, seit 2019 jährlich[10].
- mit Lina Muzur: Das Herz verlässt keinen Ort, an dem es hängt. Weiter Schreiben – Literarische Begegnungen mit Autorinnen und Autoren aus Krisengebieten. Ullstein Buchverlage, Berlin, 2018, ISBN 978-3-550-05068-8.
- mit Ulrich Loock und Katharina Grosse: Katharina Grosse. Köln, 2013, ISBN 978-3-86335-435-0.
- mit Laura Bieger und Susanne Rohr: Mode. Ein kulturwissenschaftlicher Grundriss. Paderborn, 2012, ISBN 978-3-7705-5322-8.
- mit Bernd Ternes und Rudolf Heinz: Traumbuch. Träumen als Einbildungskraft. Paderborn, 2012, ISBN 978-3-7705-5378-5.
- mit Katharina Grosse: Katharina Grosse. Sieben Stunden, Acht Stimmen, Drei Bäume. Köln, 2015, ISBN 978-3-86335-812-9.